# ジャック・H・ルーカス (ミサイル駆逐艦)
|          |                                                                                                  |
| 艦歴     |                                                                                                  |
| 発注     | 2013年6月3日                                                                                     |
| 起工     | 2019年11月8日                                                                                    |
| 進水     | 2021年6月4日                                                                                     |
| 就役     | 2023年10月7日                                                                                    |
| 退役     |                                                                                                  |
| その後   | 就役中                                                                                           |
| 徽章     |                                                                                                  |
| 要目     |                                                                                                  |
| 排水量   | 9,700 トン                                                                                       |
| 全長     | 155.3 m (509 ft 6in)                                                                             |
| 全幅     | 20.1 m (66 ft)                                                                                   |
| 吃水     | 9.4 m (31 ft)                                                                                    |
| 機関     | COGAG方式                                                                                        |
| 機関     | LM 2500-30ガスタービンエンジン (27,000shp) ×4基                                                  |
| 機関     | 可変ピッチプロペラ（5翔）×2軸                                                                    |
| 最大速   | 31ノット                                                                                         |
| 航続距離 | 4,400 海里（20ノット時）                                                                         |
| 乗員     | 士官、兵員 380名                                                                                 |
| 兵装     | Mk.45 mod.4 5インチ単装砲 ×1基                                                                   |
| 兵装     | Mk.38 25mm単装機関砲 ×2基                                                                        |
| 兵装     | Mk.15 20mmCIWS×1基                                                                               |
| 兵装     | M2 12.7mm機銃 ×4挺                                                                               |
| 兵装     | Mk.41 mod.15 VLS ×96セル - SM-2MR/ER SAM - ESSM 短SAM - VLA SUM - トマホーク SLCM などを発射可能 |
| 兵装     | Mk.32 3連装短魚雷発射管×2基                                                                      |
| 艦載機   | MH-60R×2機搭載可能                                                                               |
| C4ISTAR  | AWS B/L 10 (Mk.99 GMFCS×3基)                                                                     |
| C4ISTAR  | AN/SQQ-89A(V)15                                                                                  |
| センサ   | AN/SPY-6(V)1 多機能レーダー×4面                                                                  |
| センサ   | AN/SPQ-9B 対水上レーダー×1基                                                                     |
| センサ   | AN/SQS-53C(V)1艦首装備ソナー                                                                     |
| 電子戦   | AN/SLQ-32(V)7 ESM/ECM装置                                                                        |
| 電子戦   | Mk 36 SRBOC デコイ発射機                                                                         |
| モットー |                                                                                                  |

ジャック・H・ルーカス (英語: USS Jack H. Lucas, DDG-125) は、アメリカ海軍のミサイル駆逐艦。アーレイ・バーク級ミサイル駆逐艦の75番艦。
アーレイ・バーク級駆逐艦のフライトIIIの1番艦であり、AN/SPY-6（フェーズドアレイレーダー）初の搭載艦である。

## 名称
艦名は、太平洋戦争中の硫黄島の戦いで1945年2月に味方兵士3名の命を救い、最年少で名誉勲章を授与されたアメリカ海兵隊のジャックリン・ハロルド・ルーカス上等兵にちなむ。その後ルーカスはアメリカ陸軍に再入隊し、第82空挺師団の空挺兵になった。最終的に陸軍大尉の階級で退役している。

## 艦歴
2023年1月30日にアメリカ海軍が受領し、10月7日、フロリダ州タンパで就役式典を実施したと発表した。同艦はその後、カリフォルニア州サンディエゴのサンディエゴ海軍基地まで回航され、太平洋艦隊で運用される予定。